# Góry Sobo
Sobo (jap. 祖母山 Sobo-san; 祖母連山 Sobo-renzan) – pasmo i góra o wysokości 1756 m n.p.m. na wyspie Kiusiu (Kyūshū), w paśmie górskim Sobo-Katamuki-Okue. 
Góra Sobo znajduje się na granicy pomiędzy prefekturami Ōita i Miyazaki. Jest to najwyższy szczyt prefektury Miyazaki.
Pasmo górskie Sobo-Katamuki-Okue słynie ze stromych zboczy i grzbietów, urwistych klifów i sieci wąwozów oraz różnorodnej roślinności. Obszar ten jest zamieszkiwany przez rzadki gatunek ssaka z rodziny wołowatych serau kędzierzawego (Capricornis crispus, ang. Japanese serow).

## Galeria

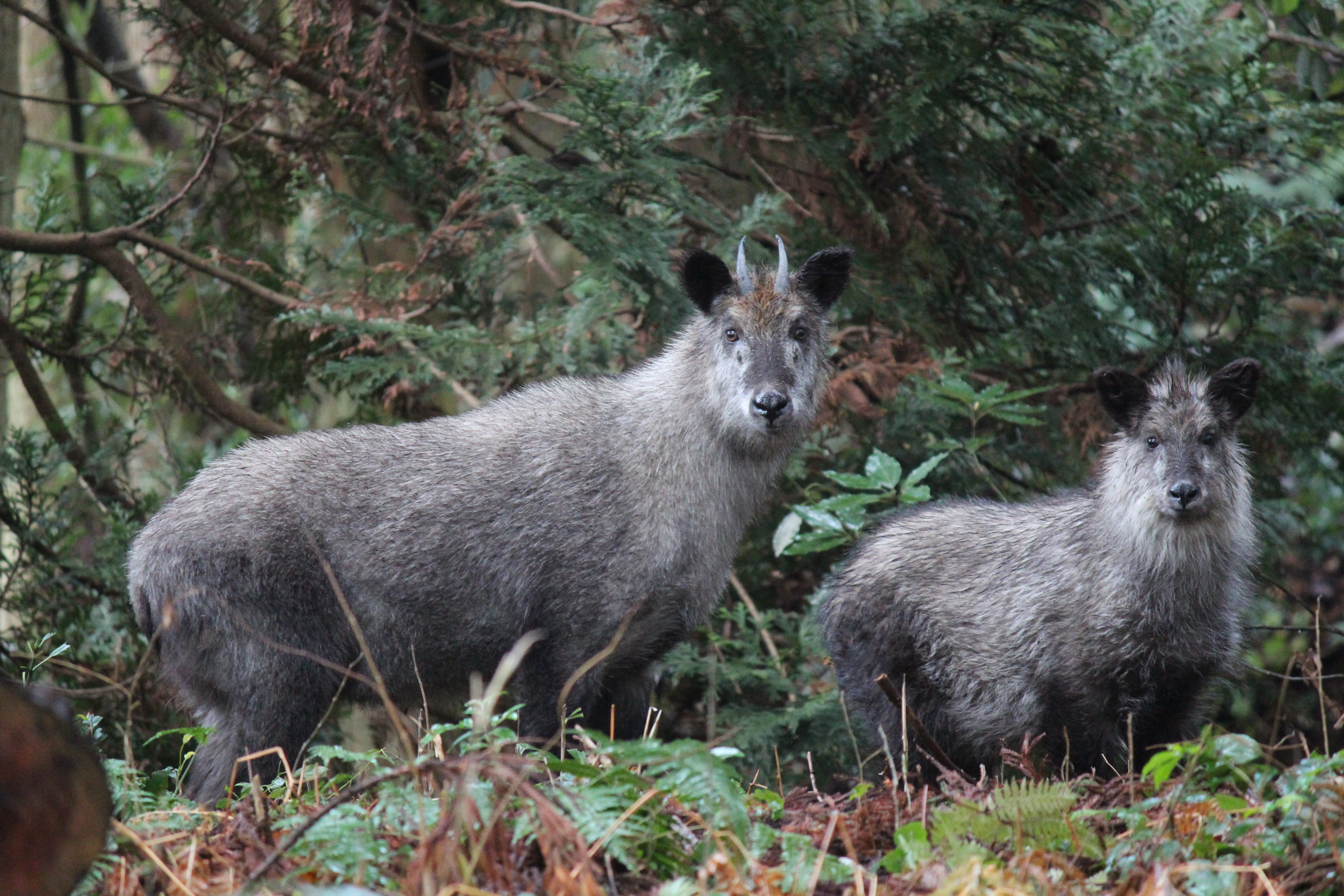
Kamoshika – japoński serau kędzierzawy